# 84e division d'infanterie territoriale
Pour les articles homonymes, voir 84e division.
La 84e division d'infanterie territoriale (ou 84e division territoriale, 84e DT) est une division d'infanterie de l'Armée de terre française qui a participé à la Première Guerre mondiale.

## Les chefs de la84edivisiond'infanterie territoriale
- 2 août - septembre 1914 : général de Ferron[1]
- 9 septembre 1914 - 6 juillet 1915 : général Châtelain[1]

## Composition
- Infanterie[2]
  - 167e brigade territoriale :
    - 25e régiment d'infanterie territoriale d'août 1914 à juillet 1915
    - 26e régiment d'infanterie territoriale d'août 1914 à juillet 1915

  - 168e brigade territoriale
    - 27e régiment d'infanterie territoriale d'août 1914 à juillet 1915
    - 28e régiment d'infanterie territoriale d'août 1914 à juillet 1915
- Cavalerie[2]
  - 2 escadrons du 14e régiment de hussards d'août 1914 à juillet 1915
- Artillerie[2]
  - 2 groupes de 75 mle 1897 du 44e régiment d'artillerie de campagne d'août 1914 à janvier 1915
  - 1 groupe de 75 du 44e régiment d'artillerie de campagne de janvier à juillet 1915
  - 1 groupe de 95 Lahitolle (2 batteries) du 16e régiment d'artillerie de campagne de janvier à juillet 1915
  - 1 groupe de 95 du 28e régiment d'artillerie de campagne d'avril à juillet 1915
- Génie[2]
  - compagnie 4/1T du 4e régiment du génie

## Historique
- 2 - 10 août : mobilisée dans la 4e région militaire (Le Mans)[3].
- 11 - 20 août : transport par voie ferrée dans la région de Choisy-le-Roi ; instruction. À partir du 17 août, transport par voie ferrée dans la région de Douai[3].
- 20 – 26 août : organisation et occupation d'une position entre la Sambre et la Scarpe, vers Solesmes, Estrun et Corbehem[3].
  - 25 août : Bataille d'Haspres
  - 26 août : attaque allemande sur Cambrai.
- 26 août – 11 septembre : repli, par Doullens, Amiens et Poix, jusque derrière l'Andelle, vers Boos ; repos et instruction[3].
- 11 – 26 septembre : mouvement, par Le Coudray-Saint-Germer et Flers-sur-Noye, vers la région de Longueau. À partir du 22 septembre, mouvement par Acheux, jusque vers Bapaume[3].
- 26 septembre – 23 octobre : engagée dans la bataille de Picardie : le 26 septembre, combats vers Rocquigny et vers Le Transloy, puis dans la région de Puisieux-au-Mont. À partir du 29 septembre, organisation défensive d'une position vers Hébuterne et Gommecourt[3].
  - 3 octobre : éléments engagés vers Courcelles-le-Comte. À partir du 4 octobre, organisation d'une position vers Monchy-au-Bois et Berles-au-Bois : combats dans cette région, puis éléments en secteur vers Berles-au-Bois.
  - Du 1er au 31 octobre 1914, la 168e brigade est détachée vers Arras, à la disposition du 33e corps d'armée, puis à la disposition du 10e corps d'armée.
- 23 octobre 1914 - 7 juillet 1915 : retrait du front et mouvement vers l'est de Saint-Pol. Organisation d'une position de 2e ligne vers Camblain-l'Abbé, Frévin-Capelle et Haute-Avesnes. Éléments en secteur (à la disposition des 10e, 21e et 33e corps d'armée) vers Bully-Grenay, Sainte-Catherine et Mont-Saint-Éloi[3].
- 7 juillet : dissolution[3]

## Rattachements
La division est organiquement isolée pendant la guerre, sauf du 19 août au 8 octobre 1914 où elle est rattachée au groupe de divisions territoriales,.
Commandements de rattachement :
- 2e armée[3]
  - 8 octobre - 23 octobre 1914
- 10e armée[3]
  - 23 octobre 1914 - 7 juillet 1915
- Grand Quartier général[3]
  - 19 août - 8 octobre 1914
- Gouvernement militaire de Paris[3]
  - 13 - 19 août 1914
- Intérieur[3]
  - 2 - 13 août 1914